# Martin Otčenáš
Martin Otčenáš (* 25. August 1987 in Poprad, Tschechoslowakei) ist ein ehemaliger slowakischer Biathlet und Skilangläufer, der heute als Biathlontrainer tätig ist.

## Karriere

### Als Biathlet
Martin Otčenáš startet für den ŠKP Štrbské Pleso. Er bestritt seine ersten internationalen Rennen 2007 im Rahmen der Juniorenrennen des Biathlon-Europacups. In Ruhpolding nahm er 2008 erstmals an einer Junioren-Weltmeisterschaft teil und belegte die Plätze 57 im Einzel, 34 im Sprint, 30 in der Verfolgung und mit Norbert Gröne, Michal Baka und Michal Lepies im Staffelrennen 12. Im heimischen Nové Město na Moravě folgte wenig später die Teilnahme an den Junioren-Europameisterschaften, wo Otčenáš 35. des Einzels, 15. des Sprints, 19. der Verfolgung und mit Lepies, Gröne und Tomáš Hasilla Zehnter mit der Staffel.
Zum Auftakt der Saison 2008/09 startete Otčenáš erstmals bei den Männern im IBU-Cup im Leistungsbereich und belegte in seinem ersten Sprint in Idre Platz 86. Erste Punkte gewann er als 34. eines Sprints 2009 in Altenberg. Noch im selben Jahr konnte er in Bansko bei einem Sprint als Viertplatzierter erstmals unter die Besten zehn laufen und belegte mit Rang drei im folgenden Verfolgungsrennen seine erste Podiumsplatzierung in der Rennserie. Die Gesamtwertung schloss Otčenáš als 22. ab. In Antholz debütierte der Tscheche während der Saison 2008/09 im Biathlon-Weltcup und wurde in einem Sprint 102. Es folgten als erste Großereignis bei den Männern die Biathlon-Europameisterschaften 2009 in Ufa. Otčenáš wurde 31. des Einzels, 51. des Sprints, 41. der Verfolgung und mit Dušan Šimočko, Baka und Matej Kazár im Staffelrennen Achter. Es folgte eine Teilnahme an den Sommerbiathlon-Weltmeisterschaften 2009 in Oberhof, wo der Tscheche im Sprint 50. wurde. In der Saison 2009/10 wurden die Einsätze im Weltcup häufiger, mit Rang 66 bei einem Sprint in Chanty-Mansijsk konnte er zum Ende der Saison eine neue Bestleistung im Weltcup erreichen. Zuvor stand in Otepää die zweite Teilnahme an den Biathlon-Europameisterschaften 2010, bei denen Otčenáš auf die Ränge 36 im Einzel, 14 im Sprint und 12 der Verfolgung kam und damit gute Leistungen zeigte. 2014 startete er in Sotschi bei den Olympischen Winterspielen und verpasste als 68. des Sprints das Verfolgungsrennen. Ebenfalls 2014 gewann er nach mehr als 35 erfolglosen Anläufen in Pokljuka als 21. des Sprints erstmals Punkte im Weltcup. (2015/16) war sein bestes Weltcupergebnis ein 28. Platz im Sprint vom Östersund. Bei den Sommerbiathlon-Weltmeisterschaften 2016 in Otepää wurde er Erster in Sprint und Verfolgung und gewann damit zwei Goldmedaillen. Ein Jahr später, bei den Weltmeisterschaften 2017 wurde Otčenáš in der Verfolgung 24., was sein bestes Ergebnis ist, dass er bei Weltmeisterschaften erlangen konnte. 2018 nahm er an den Olympischen Winterspielen 2018 in Pyeongchang teil. Bis auf den Massenstart, für den er sich nicht qualifizieren konnte, startete er bei allen Wettbewerben. Sein bestes Einzelresultat war ein 27. Rang in der Verfolgung. Auch war er (2017/18) erstmals der beste Athlet im slowakischen Team vor Matej Kazár und löste damit Tomáš Hasilla ab. Nachdem er (2018/19) auf einem ähnlichen Leistungsniveau wie zuvor geblieben war, konnte er in der Saison 2019/20 seine besten Karriereresultate erzielen. Er wurde 13. bei der Weltmeisterschaft 2020 in Antholz, was sowohl sein bestes Individualergebnis bei Weltmeisterschaften, als auch im gesamten Weltcup bedeutete. Außerdem wurde Otčenáš 61. im Gesamtweltcup, ebenfalls das beste Ergebnis seiner Karriere.
Im November 2020 beendete Martin Otčenáš aufgrund anhaltender Rückenprobleme im Alter von 33 Jahren nach zwölf Jahren im Weltcup seine Karriere.

### Als Langläufer
Otčenáš betrieb bis 2008 neben Biathlon auch recht intensiv Skilanglauf und nimmt hier seit 2003 an internationalen Wettkämpfen, vor allem bei FIS-Rennen und am Slavic Cup teil. 2006 gewann er in Zakopane einen Freistil-Sprint im Rahmen des Slavic-Cups. 2004 nahm er in Stryn erstmals an Nordischen Junioren-Weltmeisterschaften teil und erreichte die Plätze 73 über 10 Kilometer Freistil, 77 im Sprint und mit der Staffel belegte er Platz 14. 2005 startete Otčenáš zunächst beim Olympischen Juniorenfestival in Monthey, wo er Rang zehn über 10 Kilometer Freistil, neun über 7,5 Kilometer Klassisch und 21. im Sprint wurde. Wenig später startete er auch bei den Nordischen Junioren-Weltmeisterschaften in Rovaniemi, bei denen er auf Platz 28 im Teamsprint und sowohl im Teamsprint wie auch über 10 Kilometer Freistil kam. In Kranj trat Otčenáš zum dritten Mal bei Nordischen Junioren-Weltmeisterschaften an, wurde 18. des Sprints, 34. des Teamsprints und 49. über 10 Kilometer Freistil. Nach den Junioren-Weltmeisterschaften folgte der wohl größte sportliche Höhepunkt bislang mit der Teilnahme an den Olympischen Winterspielen 2006 in Turin, wo er 49. der Sprint-Qualifikation wurde und damit das Finale verpasste. Bei der Nordischen Skiweltmeisterschaft 2007 in Sapporo verpasste er als 36. der Qualifikation erneut das Finale. Im Teamsprint wurde Otčenáš mit Michal Malák 15. über 15 Kilometer Freistil 51. Letztes Großereignis im Skilanglauf wurden für den Slowaken die Junioren-Weltmeisterschaften 2007 in Tarvisio mit einem 29. Platz im Klassik-Sprint, Platz 19 über 10 Kilometer Freistil und Rang 29 im Verfolgungsrennen.

### Als Trainer
Seit seinem Karriereende ist Otčenáš als Biathlontrainer in der Slowakei tätig. Als Heimtrainer betreut er unter anderem Henrieta Horvátová und Tomáš Sklenárik. Während des Winters arbeitet er im Weltcup unter Peter Kazár als Trainer der slowakischen Mannschaft.

## Privates
Seit April 2017 ist Martin Otčenáš mit der ehemaligen ukrainischen Biathletin Natalija Burdyha verheiratet.

## Statistiken

### Weltcupplatzierungen
Die Tabelle zeigt alle Platzierungen (je nach Austragungsjahr einschließlich Olympische Spiele und Weltmeisterschaften).
- 1.–3. Platz: Anzahl der Podiumsplatzierungen
- Top 10: Anzahl der Platzierungen unter den ersten zehn (einschließlich Podium)
- Punkteränge: Anzahl der Platzierungen innerhalb der Punkteränge (einschließlich Podium und Top 10)
- Starts: Anzahl gelaufener Rennen in der jeweiligen Disziplin
- Staffel: inklusive Mixed- und Single-Mixed-Staffeln

| Platzierung         | Einzel | Sprint | Verfolgung | Massenstart | Staffel | Gesamt |
| ------------------- | ------ | ------ | ---------- | ----------- | ------- | ------ |
| 1. Platz            |        |        |            |             |         |        |
| 2. Platz            |        |        |            |             |         |        |
| 3. Platz            |        |        |            |             |         |        |
| Top 10              |        |        |            |             | 8       | 8      |
| Punkteränge         | 2      | 9      | 9          | 1           | 53      | 74     |
| Starts              | 24     | 73     | 24         | 1           | 53      | 175    |
| Stand: Karriereende |        |        |            |             |         |        |

### Olympische Winterspiele
Ergebnisse bei Olympischen Winterspielen:
|                                             | Einzelwettbewerbe | Einzelwettbewerbe | Einzelwettbewerbe | Einzelwettbewerbe | Staffelwettbewerbe | Staffelwettbewerbe |
| Sprint                                      | Verfolgung        | Einzel            | Massenstart       | Herrenstaffel     | Mixedstaffel       |                    |
| ------------------------------------------- | ----------------- | ----------------- | ----------------- | ----------------- | ------------------ | ------------------ |
| Olympische Winterspiele 2014 \| Sotschi     | 67.               | –                 | –                 | –                 | –                  | –                  |
| Olympische Winterspiele 2018 \| Pyeongchang | 52.               | 27.               | 84.               | –                 | 18.                | 20.                |